# Nothing Gold Can Stay
Nothing Gold Can Stay — дебютный полноформатный альбом американской группы A New Found Glory (Сейчас называется New Found Glory). Диск сначала был выпущен на лейбле Eulogy Recordings 19 октября 1999 года. Альбом включал семплы из некоторых кинофильмов, таких как То, что ты делаешь, Ох уж эта наука! и Изгои. Альбом назван в честь одноимённого стихотворения Роберта Фроста.
Вскоре группа подписала контракт с Drive-Thru Records и альбом был переиздан в этом же году. На этой версии были убраны вставки из фильмов.

## Список композиций
Слова и музыка всех песен — New Found Glory.
| №                   | Название | Длительность |
| ------------------- | --- | ------------ |
| 1.                  | «Hit or Miss»                                                                                                  | 3:15         |
| 2.                  | «It Never Snows in Florida»                                                                                    | 2:48         |
| 3.                  | «3rd and Long»                                                                                                 | 2:46         |
| 4.                  | «You've Got a Friend in Pennsylvania»                                                                          | 4:00         |
| 5.                  | «The Blue Stare»                                                                                               | 2:36         |
| 6.                  | «2's & 3's» | 3:48         |
| 7.                  | «Tell Tale Heart»                                                                                              | 3:18         |
| 8.                  | «Winter of '95»                                                                                                | 2:30         |
| 9.                  | «Passing Time»                                                                                                 | 2:58         |
| 10.                 | «Broken Sound»                                                                                                 | 2:19         |
| 11.                 | «Never Sometimes»                                                                                              | 2:51         |
| 12.                 | «The Goodbye Song» (Песня длится 4:32 минуты, но после нескольких минут тишины звучит безымянный скрытый трек) | 14:32        |
| Общая длительность: | Общая длительность:                                                                                            | 47:43        |

## Участники записи
Основные
- Джордан Пандик – вокал
- Чед Гилберт – гитара, вокал, композитор
- Стив Кляйн – ритм-гитара, основной автор текстов
- Иан грашка – бас-гитара
- Кир Болуки – ударные

Дополнительные музыканты
- The Boofins on the Side Crew – бэк-вокал
- Крис Каррабба – бэк-вокал
- Мариса Браун – пианино

Продюсирование
- A New Found Glory – продюсирование
- Джереми Дю Буа – аудио-инженер